# Гагин, Валерьян Константинович
Гагин Валерьян Константинович (14 июня 1925, Уфа — 27 августа 1999, Уфа) — художник. Заслуженный художник Республики Башкортостан (1995). Член Союза художников. Участник Великой Отечественной войны.

## Биография
Гагин Валерьян Константинович родился 14 июня 1925 года в городе Уфе.
После окончания авиационно-технического училища воевал на фронтах Великой Отечественной войны.
В 1951 году окончил художественное отделение Башкирского театрально-художественного училища (ныне — Уфимское училище искусств). Любимым учителем и наставником был Александр Эрастович Тюлькин.
Жил и работал в родном городе. В доме Валерьяна Константиновича часто бывали друзья-художники: Борис Домашников, Александр Бурзянцев, Алексей Кузнецов, Александр Шамаев, Леонид Круль, Виктор Позднов, Анатолий Платонов и другие.
Работал всю жизнь в Башкирском отделении Художественного фонда РСФСР художником-живописцем. Выполнял и монументальные заказы. В течение двух лет был директором фонда.
Присвоено почетное звание «Заслуженный художник Республики Башкортостан» в 1995 году.
Умер 27 августа 1999 года в городе Уфе.

### Семья
Жена — Гагина Римма Александровна (12.09.1929—18.11.2001).
Дочери — Зиновьева (Гагина) Ирина Валерьяновна, Гагина Ольга Валерьяновна (17.08.1955—01.10.2004).
Внуки — Шерстобитова (Зиновьева) Анастасия Борисовна, Гагин Валериан Валентинович.

## Выставки
Гагин Валерьян Константинович — участник республиканских, декадной, зональной и всероссийских выставок с 1953 года.

## Награды и звания
- Заслуженный художник РБ (1995)
- Орден Отечественной войны II степени.